# Jaime Vilamajó
Jaime Vilamajó Ipiens (Tárrega, 27 de noviembre de 1959) es un antiguo ciclista español, profesional entre 1981 y 1990, cuyos mayores éxitos deportivos los logró en la Vuelta a España, donde consiguió una victoria de etapa en la edición de 1987.

## Palmarés
| 1982 - 1 etapa en la Vuelta al País Vasco 1983 - 1 etapa en la Vuelta a los Valles Mineros 1984 - 1 etapa en la Semana Catalana | 1986 - Hucha de Oro - 1 etapa en la Vuelta a los Valles Mineros 1987 - 1 etapa en la Vuelta a España 1988 - 1 etapa en la Semana Catalana |